# Pervez Mušaraf
Pervez Mušaraf (urdujsko پرويز مشرف), pakistanski general in politik, * 1. avgust 1943, Delhi, Britanska Indija, † 5. februar 2023, Dubaj, Združeni arabski emirati.
Mušaraf je bil predsednik Pakistana in načelnik Generalštaba Pakistanske kopenske vojske. Na predsedniški položaj je prišel s pomočjo državnega udara leta 1999. V času predsedniškega mandata je bil prozahodno naravnan.
3. novembra 2007 je razglasil izredne razmere v Pakistanu, začasno ukinil ustavo, zajel Ustavno sodišče Pakistana, zaprl v hišni zapor več pomembnih opozicijskih voditeljev na čelu z Benazir Buto, ... Zaradi pritiska koalicijske vlade je naposled 18. avgusta 2008 na tiskovni konferenci razglasil svoj odstop s položaja predsednika Pakistana.